# 圣乔治多拉克
圣乔治多拉克（法語：Saint-Georges-d'Aurac，法語發音：[sɛ̃ ʒɔʁʒ doʁak]）是法国上卢瓦尔省的一个市镇，属于布里尤德区。

## 地理
圣乔治多拉克（45°9'23"N, 3°32'27"E）面积17.42 平方千米，位于法国奥弗涅-罗讷-阿尔卑斯大区上盧瓦爾省，该省份为法国中南部省份，北起多姆山省和卢瓦尔省，西接康塔爾省，南至洛泽尔省，东临阿尔代什省。
与圣乔治多拉克接壤的市镇（或旧市镇、城区）包括：维萨克-欧泰拉克、沙瓦尼亚克-拉法耶特、库特日、马兹拉欧鲁兹、阿列河畔马泽拉、波拉盖、圣欧仁妮-德维勒讷沃。

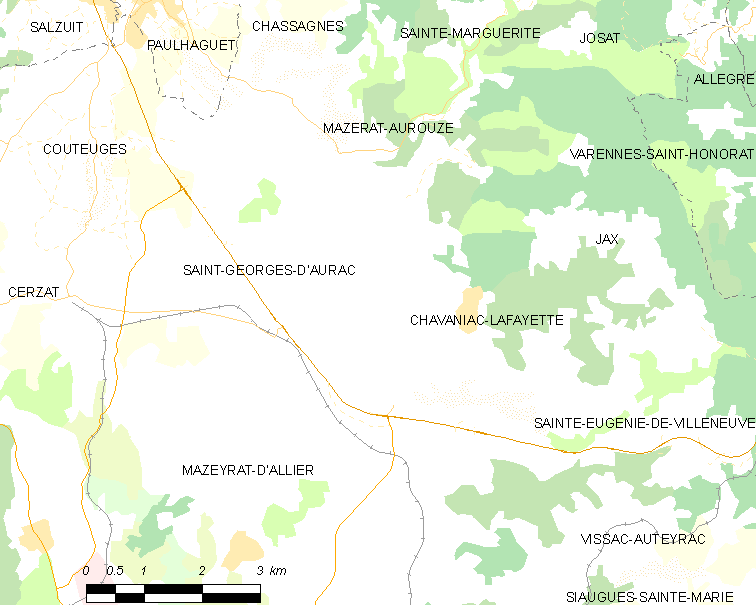
圣乔治多拉克的OSM定位图

圣乔治多拉克的时区为UTC+01:00、UTC+02:00（夏令时）。

## 行政
圣乔治多拉克的邮政编码为43230，INSEE市镇编码为43188。

## 政治
圣乔治多拉克所属的省级选区为拉法耶特地区县。

## 人口

1962-2008年间圣乔治多拉克人口变化图示

圣乔治多拉克于2022年1月1日时的人口数量为473人。